# Anders Widén
Anders Widén, född 24 mars 1707 i Lofta socken, död 28 juni 1768 i Östra Skrukeby socken, han var en svensk kyrkoherde i Östra Skrukeby församling. 

## Biografi
Anders Widén föddes 24 mars 1707 på Fästad i Lofta socken. Han var son till gästgivaren Pär Olofsson och Kerstin Andersdotter i Vida. Widén blev 1728 student vid Uppsala universitet och prästvigdes 15 december 1735. Han blev 1738 komminister i Slaka församling och 12 januari 1763 kyrkoherde i Östra Skrukeby församling. Widén avled 28 juni 1768 i Östra Skrukeby socken och begravdes 15 juli samma år.

### Familj
Widén gifte 17 september 1738 med Elisabeth Olin (död 1764). Hon var dotter till bruksinspektorn Jöns Olin på Mauritzberg i Östra Husby socken. De fick tillsammans barnen Johan Widén, Anna Maria, Pehr (1741–1777), Margareta Christina, David (1746–1815), Anders (1748–1804), Birgitta Elisabeth (född 1749), Ulrica Catharina (1750–1811), Sophia (1753–1790), Rebecca (1756–1802) och Matthias (född 1759).